# Servicio Federal de Hidrometeorología y Vigilancia Ambiental de Rusia
El Servicio Federal de Hidrometeorología y Monitoreo Ambiental de Rusia (Roshydromet) (en ruso: Федеральная служба по гидрометеорологии и мониторингу окружающей среды России (Росгидромет)) es un servicio del Ministerio de Recursos Naturales y Medio Ambiente de Rusia, que desempeña las funciones de administración de la propiedad estadal y de la prestación de servicios públicos en el campo de la hidrometeorología y sus áreas relacionadas, y supervisa el entorno natural, el medio ambiente, su contaminación y realiza la supervisión estadal del trabajo sobre el impacto activo en la meteorología y en otros procesos geofísicos.

## Responsabilidades
- Supervisión estatal de los trabajos de modificación de los procesos meteorológicos y otros procesos geofísicos en el territorio de la Federación de Rusia;
- Concesión de licencias para ciertas actividades dentro de la competencia del Servicio de conformidad con las leyes de la Federación de Rusia;
- Registros estadales de las aguas superficiales y mantenimiento del inventario público del agua en términos de cuerpos de aguas superficiales;
- Mantenimiento de los datos del Fondo Estadal Uniforme sobre el estado del medio ambiente y su contaminación;
- La formación y el mantenimiento de la red de monitoreo estadal, incluida la organización y la terminación de los puntos de observación fijos y móviles y la determinación de su ubicación;
- Vigilancia estatal del aire del medio ambiente;

Según el informe de Roshydromet, en el 2009, el 98% de los pronósticos de los servicios diarios era preciso.

## Organización
El Servicio Federal de Hidrometeorología y Monitoreo Ambiental tiene 17 institutos de investigación, dos de ellos tienen el estatus de Centro de Investigación del Estado (el Centro de Hidrometeorología de Rusia y el Instituto de Investigación del Ártico y del Antártico).